# ويليام هوبان برانسون
ويليام هوبان برانسون (بالإنجليزية: William Hoban Branson) هو اقتصادي أمريكي، ولد في 14 فبراير 1938 في سبرينغفيلد في الولايات المتحدة، وتوفي في 15 أغسطس 2006 في برينستون في الولايات المتحدة.